# بيدرو دي فيلاغرا
بيدرو دي فيلاغرا (بالإسبانية: Pedro de Villagra)‏ هو مستكشف وعسكري إسباني، ولد في 1513 في إسبانيا، وتوفي في 11 سبتمبر 1577 في ليما في بيرو.